# 大阪市立田島南小学校・田島中学校
大阪市立田島南小学校・田島中学校（おおさかしりつ たしまみなみしょうがっこう・たじまちゅうがっこう）は、大阪府大阪市生野区にある公立小中一貫校の小学校および中学校。通称・愛称は「田島南小中一貫校」（たしまみなみしょうちゅういっかんこう）。

## 沿革
田島中学校は1949年に大阪市立生野第三中学校（のちの大阪市立生野中学校）から分離して設置された。当初は大阪市立生野第五中学校の名称で開校した。
一方で大阪市立中学校では、学制改革（1947年）に伴う新制中学校設置時には「行政区名＋番号」の仮称で割り振られていた学校名を、1949年に地名などを取り入れた名称へと全市で一斉に変更する方針が出された。このことに伴い、開校1ヶ月後の1949年5月1日に大阪市立田島中学校の校名へと改称した。
2016年には生野区役所が「生野区西部地域学校再編整備計画」を打ち出した。生野区のうち区西部地域において、小規模校化している地域の小学校と中学校を再編して、各小学校と中学校を「一小一中」で対応させる形で小中連携教育を実施する構想を策定した。
田島中学校、および同中学校校区の田島（たしま）小学校と生野南小学校の2小学校については、2018年に「田島中学校区学校整備計画（案）」として、校区内の2小学校を統合する形で新小学校を設置して小中一貫教育をおこなう案が打ち出された。
この構想が具体化したことに伴い、従来の田島・生野南の両小学校を統合する形で、2022年度に田島中学校敷地内に田島南（たしまみなみ）小学校を新設開校し、小中一貫教育を実施することにした。

### 年表
- 1949年4月1日 - 大阪市立生野第五中学校として開校。
- 1949年5月1日 - 大阪市立田島中学校に改称。
- 2022年4月1日 - 敷地内に大阪市立田島南小学校を開校（田島小学校と生野南小学校を統合）。小中一貫教育を開始。

## 通学区域
- 大阪市生野区 田島3・4・5・6丁目の全域、田島2丁目の一部、舎利寺2・3丁目の一部、巽西2・3・4丁目の一部、巽南1丁目の一部、林寺3・4丁目の一部、林寺5・6丁目の全域。（田島地域、生野南地域）

## 出身者
- 笑福亭仁鶴 - 落語家（田島中学校）

## 交通
- 地下鉄千日前線 南巽駅 西へ約700m。
- 関西本線（大和路線）東部市場前駅 北東へ約1.2km。
- 大阪シティバス 田島南小中一貫校バス停。